# Someone to Love (película de 1928)
Someone to Love (en español: Alguien a quien amar) es una comedia muda estadounidense de 1928 dirigida por F. Richard Jones y escrita por Ray Harris, Monte Brice, Keene Thompson, George Marion Jr. y Alice Duer Miller. La película está protagonizada por Charles 'Buddy' Rogers, Mary Brian, William Austin, Jack Oakie, James Kirkwood, Sr., Mary Alden y Frank Reicher. La película fue estrenada el 1 de diciembre de 1928 por Paramount Pictures.

## Reparto
- Charles 'Buddy' Rogers como William Shelby
- Mary Brian	como Joan Kendricks
- William Austin como Aubrey Weems
- Jack Oakie como Michael Casey
- James Kirkwood, Sr., como Señor Kendricks
- Mary Alden	como Harriet Newton
- Frank Reicher como Simmons

## Estado de preservación
Esta película está actualmente perdida.